# Achernar
Achernar (Alfa Eridani, α Eri) – najjaśniejsza gwiazda w gwiazdozbiorze Erydanu i dziesiąta spośród najjaśniejszych gwiazd ziemskiego nieba (wielkość gwiazdowa: 0,46m). Jest to gwiazda podwójna odległa od Słońca o około 139 lat świetlnych. Jej absolutna wielkość gwiazdowa to −2,77m. Z terenów Polski nie można jej obserwować, pojawia się na niebie dopiero od szerokości geograficznej niższej niż 32°N.

## Nazwa
Tradycyjna nazwa gwiazdy, Achernar, wywodzi się od arabskiego ‏آخر النهر‎ Al Ahir al Nahr „koniec rzeki”, co nawiązuje do wyobrażenia gwiazdozbioru jako rzeki. Jasny Achernar znajduje się zbyt daleko na południowym niebie, aby być widocznym z Grecji, więc dla starożytnych Greków rzeka Erydan kończyła się na gwieździe Acamar, której nazwa ma ten sam źródłosłów. Nazwa ta występuje w bardzo wielu wariantach. Międzynarodowa Unia Astronomiczna zatwierdziła użycie nazwy Achernar dla określenia Alfy Erydanu.

## Właściwości fizyczne

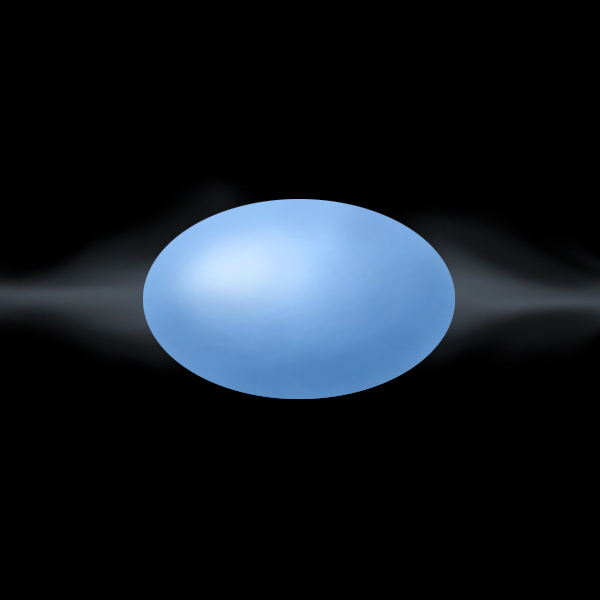
Spłaszczenie Achernara w wyniku bardzo szybkiej rotacji

Achernar jest gorącą, błękitną gwiazdą ciągu głównego i należy do typu widmowego B6 Vpe. Temperatura jej powierzchni szacowana jest na 15 000 do 20 000 K.

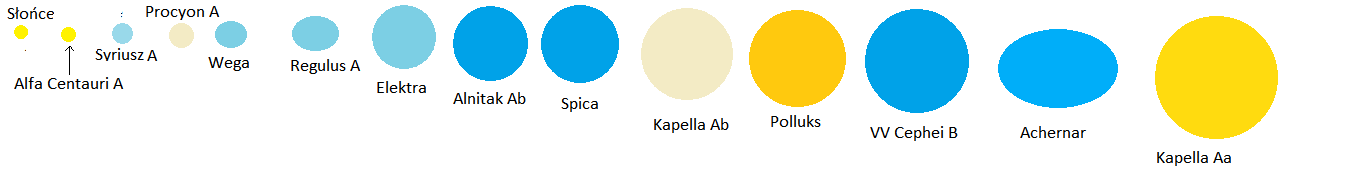
Porównanie rozmiarów Słońca, Alfy Centauri A, Syriusza A, Procjona A, Wegi, Regulusa, Elektry, Alnitaka Ab, Spiki, Kapelli Ab, Polluksa, VV Cephei B, Achernara i Kapelli Aa.

W wyniku bardzo szybkiej rotacji wokół własnej osi – prędkość obrotu na równiku to co najmniej 225 km/s – Achernar ma kształt silnie spłaszczonej elipsoidy obrotowej. Jego promień biegunowy to 7,5 promienia Słońca, podczas gdy równikowy to aż 11,6 R☉. Gwiazda ta jest 6-8 razy masywniejsza od Słońca. W przyszłości zakończy syntezę wodoru w jądrze, zmieni się w olbrzyma, a po odrzuceniu otoczki pozostanie po niej masywny biały karzeł.
W 2007 ogłoszono odkrycie towarzysza tej gwiazdy, Alfa Eridani B, który jest prawdopodobnie gwiazdą ciągu głównego należącą do typu widmowego A (A1V-A3V), o masie około dwukrotnie większej niż Słońce. Dokładne parametry orbity nie są znane, ale maksymalna zaobserwowana odległość składników to 12,3 au, z czego obliczono, że okres orbitalny trwa co najmniej 15 lat.